# Caryocolum siculum
Caryocolum siculum is een vlinder uit de familie tastermotten (Gelechiidae). De wetenschappelijke naam is voor het eerst geldig gepubliceerd in 2008 door Bella.
De soort komt voor in Europa.